# NGC 3778
NGC 3778 (również PGC 36051) – galaktyka eliptyczna (E/SB0), znajdująca się w gwiazdozbiorze Centaura. Odkrył ją John Herschel 31 marca 1835 roku.